# 777
777（七百七十七、七七七、ななひゃくななじゅうなな）は、自然数また整数において、776の次で778の前の数である。
7と並んで幸運の数として有名。

## 性質
- 777は合成数であり、約数は 1, 3, 7, 21, 37, 111, 259, 777 である。
  - 約数の和は1216。
- 87番目の回文数である。1つ前は767、次は787。
  - 一桁の数を除くと77番目の回文数である。
  - 7が3つ並ぶゾロ目である。1つ前は666、次は888。(オンライン整数列大辞典の数列 A014181)
- 777 = 3 × (60 + 61 + 62 + 63) = 3333(6)
  - 六進法では3が4つ並ぶゾロ目である。1つ前の2222(6)は518(10)、次の4444(6)は1036(10)。(オンライン整数列大辞典の数列 A048331)
  - 六進法において3が n 個並ぶゾロ目とみた場合、1つ前の333(6)は129(10)、次の33333(6)は4665(10)。(オンライン整数列大辞典の数列 A125682)
- 101番目の楔数である。1つ前は762、次は782。
  - 楔数がハーシャッド数になる25番目の数である。1つ前は730、次は782。
- 178番目のハーシャッド数である。1つ前は774、次は780。
  - 21を基とする3番目のハーシャッド数である。1つ前は588、次は966。
- 十八進法において 777(18) = 2401(10) = 74(10)
- 1/777 ＝ 0.001287... (下線部は循環節で長さは6)
  - 逆数が循環小数になる数で循環節が6になる87番目の数である。1つ前は770、次は780。
- 各位の和が21になる13番目の数である。1つ前は768、次は786。
- 各位の平方和が147になる最小の数である。次は1189。(オンライン整数列大辞典の数列 A003132)
  - 各位の平方和が n になる最小の数である。1つ前の146は189、次の148は1777。(オンライン整数列大辞典の数列 A055016)
- 777 = 12 + 102 + 262 = 22 + 172 + 222 = 42 + 192 + 202 = 112 + 162 + 202
  - 3つの平方数の和4通りで表せる86番目の数である。1つ前は771、次は790。(オンライン整数列大辞典の数列 A025324)
  - 異なる3つの平方数の和4通りで表せる73番目の数である。1つ前は776、次は779。(オンライン整数列大辞典の数列 A025342)
- 777 = 33 + 43 + 73 + 73
  - 4つの正の数の立方数の和で表せる215番目の数である。1つ前は776、次は782。(オンライン整数列大辞典の数列 A003327)
- 777 = 292 − 64
  - n = 29 のときの n2 − 64 の値とみたとき1つ前は720、次は836。(オンライン整数列大辞典の数列 A098849)

## その他 777 に関連すること
- バーコード規格、EANの国コード777は、ボリビア。
- ボーイング777は、アメリカのボーイング製の旅客機。
  - 上記機種の新シリーズ、「ボーイング777X」。
- 777は「縁起の良い数字」と認識されている。特にパチンコ・スロット・パチスロでは大当たりの数字とされる。
  - スロットマシンでは、ジャックポット (Jack Pot) と呼ばれ、大当りである。
  - パチスロでは、内部的にフラグが立った状態から777の絵柄を揃えると、大当り（ビッグボーナス）が発生する。
  - パチンコでは、この数字が揃えば大抵の機種で確変大当たりが確定することで広く認知されている。
  - 777town.netは、オンラインゲームのパチスロ・パチンコサイト。
  - 日本における自動車のナンバープレートの希望番号制で、「・777」は抽選対象番号である。
- フジテレビの深夜番組『TVブックメーカー』で糸井重里は、「糸井重里七七七（ - スリーセブン）」という名前で出演した。
- Unix系システムにおけるファイルパーミッションで、ユーザ・グループ・その他の3クラスともにリード・ライト・実行の権限が与えられた状態を八進法で表すと777となる。
- 南アフリカ共和国の極右白人至上主義集団「アフリカーナー抵抗運動」は、666（アンチキリスト）に対抗する意味で、「777｣とかたどったエンブレムを掲げている。
- 旧約聖書の創世記のアダムの系図に登場するレメクの享年年齢である。
- ノースカロライナ (USS North carolina, SSN-777) は、アメリカ海軍の攻撃型原子力潜水艦。
- V-Cube 7は、別名7×7×7キューブと呼ばれている。
- グリーゼ777は、はくちょう座の6等星。
- SMC-777

### 創作物
- 松本零士のSF漫画『銀河鉄道999』に登場する、銀河鉄道株式会社が保有する鉄道車両。公式設定では謎の外銀河線を走る特急777（スリー･セブン(Three Seven)）号（別名:プレアディス7号(Pleiadies No.7)）とされている。
- FASTWAYの楽曲。パチンコを題材とした内容で、SUPER EUROBEATシリーズに収録されている。
- 777 〜TRIPLE SEVEN〜は、日本の音楽ユニット・AAAのオリジナルアルバム。
- 777 〜We can sing a song!〜は、AAAのシングル。
- AAA TOUR 2012 -777- TRIPLE SEVENは、AAAの映像作品。
- 777 〜Best of dreams〜, 777 〜another side story〜は、Dreamのアルバム。
- 777は、クレイジーケンバンドのアルバム。
- 『1年777組』（いちねんなななぐみ）は、愁☆一樹の漫画。